# Hungerstreik

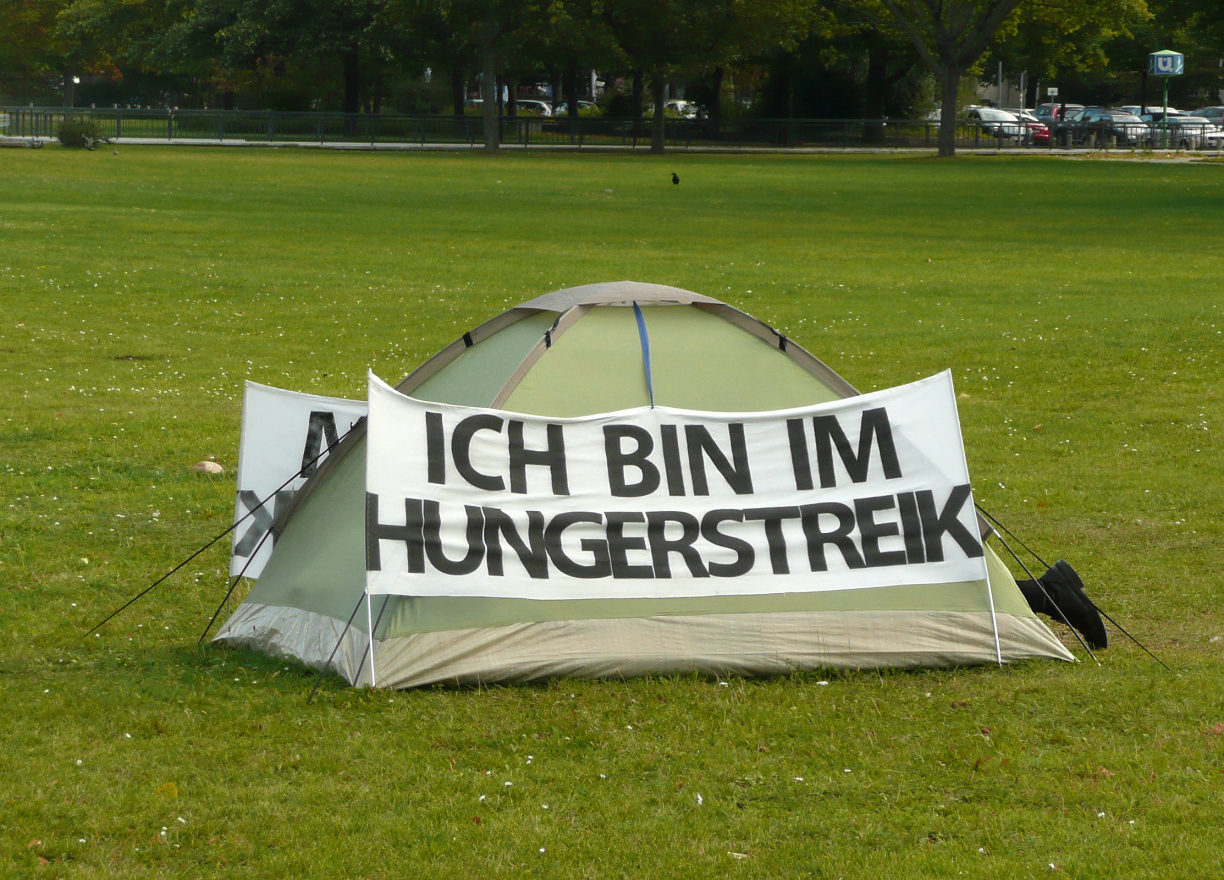
Zelt eines Hungerstreikenden in der Öffentlichkeit

Der Hungerstreik ist eine Form des passiven Widerstands. Ein Einzelner oder eine Gruppe verweigern dabei die Nahrungsaufnahme mit dem bewussten Risiko, Schaden zu nehmen, vielleicht auch zu sterben.
Beim Trockenen Hungerstreik wird auch die Aufnahme von Flüssigkeit verweigert.
Der Hungerstreik wurde weltweit schon früh als Form des politischen Widerstands praktiziert. Wie jede Streikaktion ist der politische Hungerstreik eine öffentliche Demonstration mit einem konkreten Ziel. Das unterscheidet den Hungerstreik vom Fasten.

## Folgen
Die Nahrungsverweigerung kann ab etwa drei bis vier Wochen zu ernsthaften, zum Teil bleibenden gesundheitlichen Schäden bis hin zum Tod führen, siehe Hungerstoffwechsel.
Einige hungerstreikende Menschen haben 50 bis 70 Tage überlebt. Bobby Sands, ein Mitglied der IRA, starb während des Hungerstreiks von 1981 nach 66 Tagen. Holger Meins, Mitglied der Rote Armee Fraktion, starb nach 57 Tagen im Jahre 1974.
Zwangsernährung bei Hungerstreik ist in Deutschland, Österreich und der Schweiz verboten. Das Verbot des Weltärzteverbandes wird in einigen anderen Ländern missachtet.

## Geschichte

### Politischer Hungerstreik
Mahatma Gandhi in Indien verweigerte in den 1930er und 1940er Jahren mehrfach wochenlang die Nahrungsaufnahme, um sein Volk von einem Bürgerkrieg abzuhalten, zu dem es dann tatsächlich nicht kam.
Louis Lecoin (1888–1971) trat in seinem 1958 begonnenen, auch von Albert Camus unterstützten Kampf für Legalisierung der Kriegsdienstverweigerung am 1. Juni 1961 in einen Hungerstreik, der bald von der großen Presse (besonders der satirischen Zeitung Canard enchaîné) unterstützt wurde. Am 22. Tag brach er das Fasten aufgrund eines Einlenkens von Premierminister Georges Pompidou ab, aber erst auf Androhung eines erneuten Hungerstreiks zwei Jahre später kam es zum Nachgeben der Regierung und schließlich im Dezember 1963 zum Erlass eines Gesetzes und zur Freilassung der inhaftierten Verweigerer. Seine Nominierung für den Friedensnobelpreis ließ er 1964 zugunsten von Martin Luther King zurückziehen.
1967 protestierte Fritz Teufel gegen seine Verhaftung bei der Demonstration am 2. Juni 1967 in West-Berlin mit einem politischen Hungerstreik.
Die inhaftierten Mitglieder der linksextremistischen Terrororganisation Rote Armee Fraktion setzen ab 1972 in Westdeutschland den Hungerstreik massiv als politisches Mittel ein, um ihre Haftbedingungen zu verbessern. Die Justiz ging auf einige Forderungen ein, die wichtigste Forderung nach Zusammenlegung aller RAF-Häftlinge wurde jedoch nie gewährt. Die RAF-Häftlinge führten bis 1994 insgesamt zehn kollektive Hungerstreiks durch, an deren Folgen zwei Gefangene starben. Vor allem der Tod von Holger Meins 1974 wurde von der RAF als Märtyrertum bezeichnet und trug dazu bei, dass eine zweite Generation entstand.
Der Tübinger Lehrer Hartmut Gründler setzte zwischen 1975 und 1977 mehrfach das Druckmittel des Hungerstreiks (Saftfasten, Wasserfasten) ein, um in Wyhl, Tübingen und Kassel gegen vermeintliche „Falschinformation“ in der Atomenergiepolitik, speziell zur Endlagerung, zu protestieren.
Im Frühjahr 1980 skandalisierten 11 Sinti, darunter Romani Rose und Jakob Bamberger, und eine Sozialarbeiterin den Antiziganismus deutscher Behörden durch einen Hungerstreik in der KZ-Gedenkstätte Dachau. Nach acht Tagen wurde der Streik abgebrochen, aber zu einem zentralen Gründungsmoment der Bürgerrechtsbewegung von Sinti und Roma in Deutschland.
Beim irischen Hungerstreik von 1981 starben zehn Häftlinge, Mitglieder der Provisional Irish Republican Army (IRA) und der Irish National Liberation Army.
Am 30. August 2021 begannen sieben junge Menschen in Berlin den unbefristeten Hungerstreik der letzten Generation, um vor der Klimakatastrophe zu warnen. Zudem forderten sie, „eine ehrliche und offene Diskussion“ mit den drei Kanzlerkandidaten der Bundestagswahl 2021 zu führen. Am 25. September wurde der Hungerstreik abgebrochen.

### Hungerstreik von Flüchtlingen
Während der Flüchtlingsproteste in Deutschland kam es 2013 zu einem Hungerstreik von über 70 Personen in München. Das Lager der Asylsuchenden wurde nach 8 Tagen von der Polizei geräumt, um ernsthafte gesundheitliche Zwischenfälle zu verhindern.
Im Oktober 2013 traten über 20 Flüchtlinge vor dem Brandenburger Tor in Berlin in einen trockenen Hungerstreik. Sie fordern die Änderung der Asylgesetzgebung, die Abschaffung der Residenzpflicht und die Anerkennung ihrer Asylanträge.
In Nürnberg streikten 2015 sechs Flüchtlinge fünf Tage in trockenem Hungerstreik gegen die Flüchtlingspolitik und die Verfahrensverschleppung durch das BAMF.

### Hungerstreik gegen Werks- und Grubenschließungen

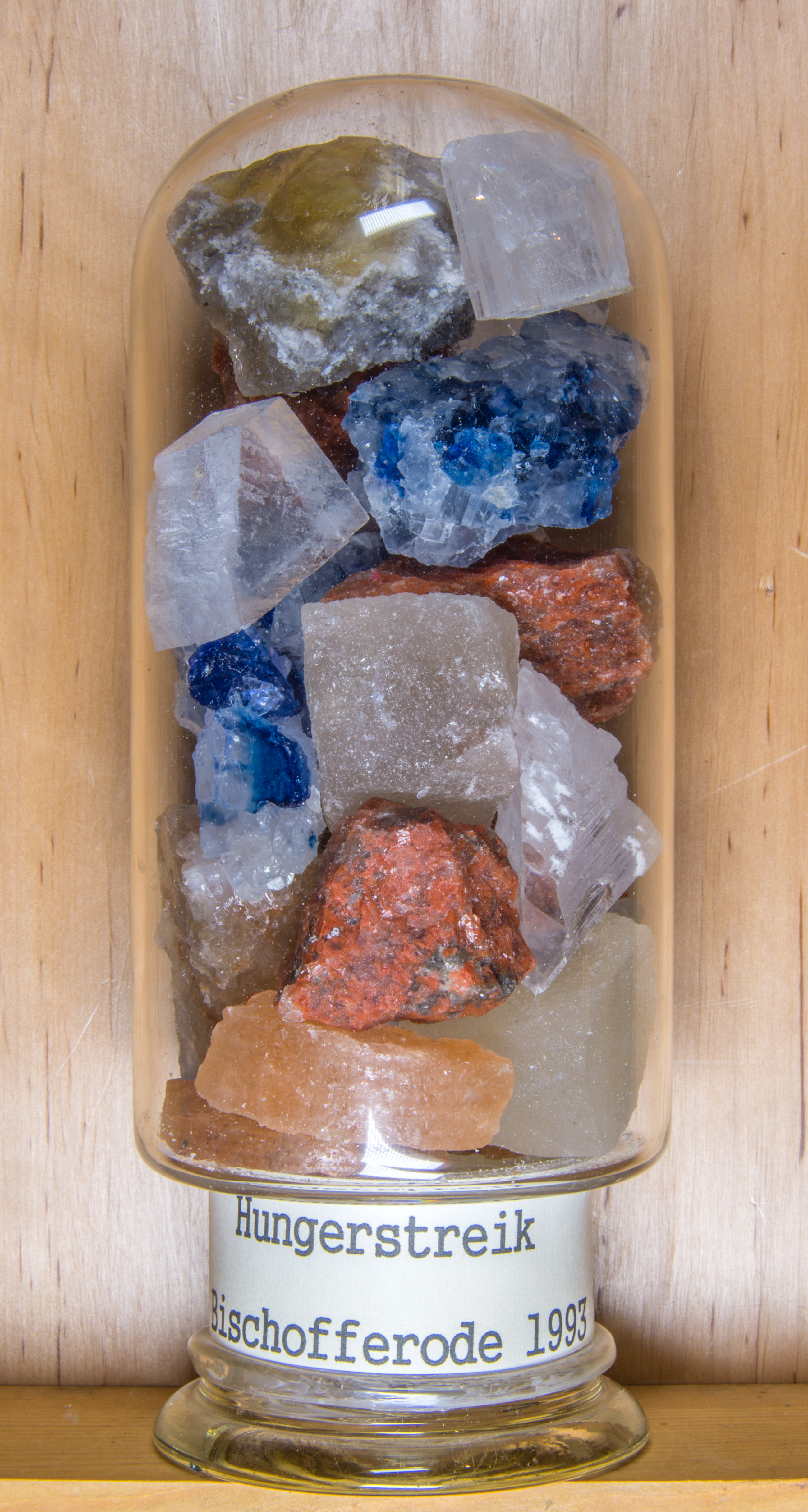
Ein Glas mit Salz erhielt 1993 jeder am Hungerstreik im Kaliwerk Bischofferode beteiligte Bergmann

In Deutschland kam es in den 1960er Jahren im Zusammenhang mit der Schließung verschiedener Steinkohle-Zechen mehrfach zu Hungerstreikaktionen, die zwar großes Medienecho hervorriefen, aber die Schließungen nicht verhindern konnten. Auch die Stilllegung der Kaligruben der ehemaligen DDR konnte in den 1990er Jahren durch Hungerstreiks der Bergleute nicht abgewendet werden.

### Hungerstreik gegen Haftbedingungen
Wegen angeblicher Schikanen gegen Gefängnisinsassen befanden sich, nach Angaben des Organisators, seit dem 1. August 2008 mehr als 550 Häftlinge aus insgesamt 49 bundesdeutschen Gefängnissen in einem einwöchigen Hungerstreik. Aus Solidarität mit ihnen verweigerten auch einige wenige Gefängnisinsassen aus Belgien, Frankreich, den Niederlanden, der Schweiz und Spanien für eine Woche die Nahrung. Unabhängige Bestätigung dieser Zahlen liegt nicht vor.
2011 führten fünf Sicherheitsverwahrte in der JVA Celle einen 37-tägigen Hungerstreik für bessere Unterbringungsbedingungen durch. Dabei beriefen sie sich auf eine Entscheidung des Bundesverfassungsgerichts vom Mai 2011, nach der die Sicherungsverwahrung vom Strafvollzug abzugrenzen ist.
Ab dem 17. April 2012 kam es in israelischen Gefängnissen zu einem großangelegten Hungerstreik von 1.600 palästinensischen Gefangenen, darunter im Schikma-Gefängnis in Aschkelon, für bessere Haftbedingungen. Sie forderten Aufhebung von Beschränkungen bei Familienbesuchen, mehr Bildungsmöglichkeiten, die Abschaffung der Einzelhaft sowie der Verwaltungshaft, die ohne Anklage unbegrenzt verlängert werden kann. Dieser Streik wurde erst nach Zugeständnissen der Gefängnisverwaltung nach bis zu 70 Tagen beendet. Einige Monate davor war es bereits zu Hungerstreiks Einzelner gegen ihre administrative Haft gekommen.

### Hungerstreiks für Klimaschutz
Vor der Bundestagswahl 2021 traten Klimaaktivisten in den Hungerstreik ("Hungerstreiks der letzten Generation"). Ab dem 30. August hielten sie sich in einem Camp im Spreebogenpark auf und forderten öffentliche Gespräche mit allen  Kanzlerkandidaten der großen deutschen Parteien über Klimaschutz und die Abhaltung eines "Bürgerrats Klima". Ein Teil der Gruppe initiierte später die als "Klimakleber" bekannt gewordene Aktivitätengruppe "Aufstand der letzten Generation" (kurz "LG").
Seit dem 7. März 2024 fordern Aktivisten von "hungern bis ihr ehrlich seid" im Berliner Regierungsviertel von Bundeskanzler Scholz eine Regierungserklärung zur Klimakrise.

## Positionen zur Zwangsernährung

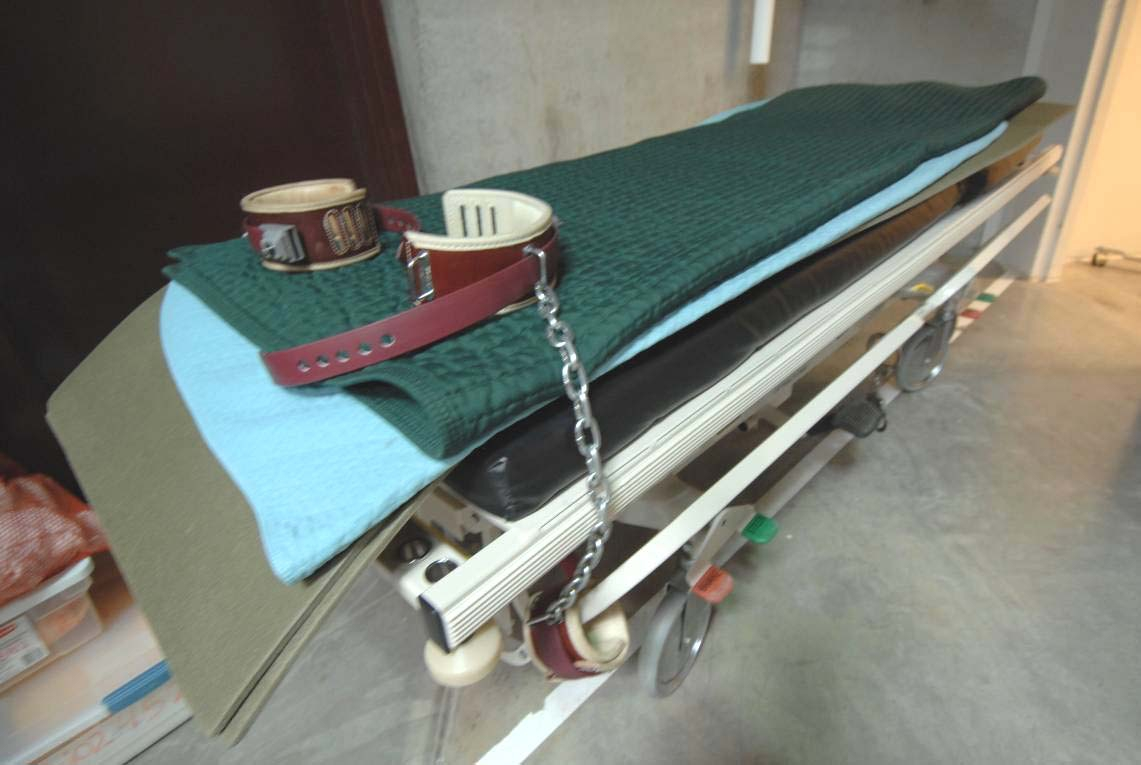
Liege zur Zwangsernährung im Gefangenenlager der Guantanamo Bay Naval Base

Artikel 6 der Erklärung von Tokio der World Medical Association von 1975 hält klar fest, dass Ärzte sich nicht an Maßnahmen zur Zwangsernährung von Häftlingen beteiligen dürfen. Denn durch solche Zwangsmaßnahmen würde das Selbstbestimmungsrecht – hier das Streikrecht – der Betroffenen verhindert.
In der Erklärung von Malta von 1992 erneuerte der Weltärztebund seine Forderung an die Ärzteschaft, Zwangsernährung nicht zu unterstützen. Die „Declaration on Hunger Strikers“ wurde 1996 und 2006 überarbeitet und aufgrund der vermehrten Anwendung von Zwangsernährung im US-Internierungslager in Guantánamo im Wortlaut weiter verschärft.
Ärzte im deutschen Sprachraum sind durch ihre Mitgliedschaft in der deutschen Bundesärztekammer, der Österreichischen Ärztekammer bzw. der Verbindung der Schweizer Ärztinnen und Ärzte (FMH) an diese Erklärung gebunden. Dennoch wird im deutschen Sprachraum über die Zwangsernährung von hungerstreikenden Asylbewerbern diskutiert.

## Trockener Hungerstreik
Durch die Verweigerung von Flüssigkeitsaufnahme ist der trockene Hungerstreik eine extrem verschärfte Form des Hungerstreikes. Die Überlebenszeit ohne Wasser beträgt nur wenige Tage. Verdursten ist die Folge. Durch die kurze Zeitspanne bis zum Tod bringt der trockene Hungerstreik den Adressat des Streikes unter stärksten moralischen Druck.
Der Wasserverlust im Körper (Dehydratation) führt zu Bewusstlosigkeit und zum Tod. Symptome sind Sprachstörungen, unsicherer Gang, Schwächegefühl, niedriger Blutdruck, Verwirrung (Delirium), Kalziummangel, Nierenversagen. Todesursache ist Multiorganversagen. Rechtzeitiges erneutes Trinken oder Flüssigkeitszufuhr über Infusion verhindert zwar den Tod, aber Nieren und Gehirn können nach einem fortgeschrittenen trockenen Hungerstreik dauerhaft geschädigt sein. Auch unsachgemäße Flüssigkeitszufuhr kann zu zerebralen Störungen führen.